# Shinryaku! Ika Musume
Shinryaku! Ika Musume (侵略!イカ娘, lit. "Invasão! Garota Lula") É um mangá de comédia escrito e desenhado por Masahiro Anbe, publicado na revista Weekly Shōnen Champion de julho de 2007 à fevereiro de 2016. Uma adaptação em anime produzida pelo estúdio Diomedea foi ao ar pela TV Tokyo, de 4 de Outubro à 20 de Dezembro de 2010. Uma segunda temporada recebeu sinal verde para produção em Fevereiro de 2011, e começou a ser exibida em 27 de setembro de 2011.

## Enredo
A protagonista é uma garota pré-adolescente com características de lula, que atende simplesmente pelo nome de Garota Lula (イカ娘, Ika Musume), sai das profundezas do mar da costa do Japão, com a intenção de conquistar o mundo e punir os humanos por sujarem e poluírem o oceano. Seu primeiro objetivo é usar a Tenda Limão, um restaurante a beira-mar, como quartel general, porém após quebrar uma das paredes da tenda, e ser derrotada pela dona do estabelecimento, é forçada a trabalhar para pagar os danos. A história então passa a mostrar o dia a dia da Garota Lula como garçonete da Tenda Limão, em meio a tentativas de dominar o mundo, assustar humanos, ou apenas tirar o lixo da praia. No emprego forçado ela conhece várias pessoas, todas excêntricas a um certo nível.

## Personagens
Ika Musume (イカ娘, lit. Garota Lula)
Seyuu: Hisako Kanemoto
A Garota Lula que dá título a série. Não se sabe muito sobre suas origens, apenas que tem como objetivo dominar o mundo. Após ser obrigada a trabalhar na Tenda Limão, ela passa a dormir na casa da família Aizawa. Eventualmente ela conquista a atenção de diversas pessoas, algumas a admiram, outras a temem, e algumas até mesmo a adoram. Ela possui habilidades sobre-humanas, relacionadas a sua origem cefalópode:
- Tentáculos: Seus tentáculos saem da cabeça, e simulam cabelos azuis, ela tem total controle sobre eles, inclusive força, velocidade e a capacidade de esticá-los por longas distâncias. Apesar de esboçar dor ao ser massageada neles ou cãibras enquanto nada, ela não sente caso eles sejam simplesmente cortados abaixo da cabeça, nesse caso, eles voltam a crescer dado um certo tempo de recuperação.
- Habilidade de cuspir tinta: Ao tossir, espirrar, ou se assustar, ao invés de saliva ela expele tinta de lula (No caso de sustos, como forma de defesa). Essa tinta é comestível, e após Chizuru descobrir seu sabor único, ela obriga a Garota Lula a cuspir tinta para temperar os pratos servidos no restaurante. Apesar de cuspir quantidades de tinta muito maiores do que uma pessoa poderia cuspir saliva, ela aparenta ter um limite, chegando a exaustão após temperar vários pratos.
- Geração de luz própria: Em locais escuros ela pode gerar sua própria luz, com grande intensidade, podendo controlar a mesma.
- Respiração dentro d'água: Não é especificado se ela pode realmente respirar de baixo d'água, por ela mesmo reclamar da baixa capacidade dos humanos em prenderem a respiração dentro d'água, levando-a a demonstrar a sua própria e muito maior capacidade. Porém, ela pode ficar várias horas dentro do mar, sem respirar.
- Natação: Por ser uma criatura da água, ela é capaz de nadar com velocidades extremas, totalmente submersa, sem precisar movimentar os braços ou as pernas.
Além disso ela possui habilidades que não tem a ver com sua origem, e se mostra um gênio em praticamente tudo que faz, como capacidade de calcular equações matemáticas complexas, apenas olhando, ou desenhar com os tentáculos, qualquer coisa de forma perfeita, de acordo com a forma que ela realmente as vê. No entanto, mesmo com tantas habilidades, sua personalidade infantil e a facilidade em distrair-se a impedem de conseguir dominar o mundo. Ela sempre termina suas frases com "Geso".
Eiko Aizawa (相沢 栄子, Aizawa Eiko)
Seiyuu: Ayumi Fujimura
Eiko é a gerente da Tenda Limão, é uma garota energética e que se irrita constantemente com as ações da Garota Lula, mas tem muito carinho por ela. Ela tem dificuldades em estudar, e adora videogames. A Garota Lula dorme sem seu quarto quando se muda para a casa dos Aizawa.
Chizuru Aizawa (相沢 千鶴, Aizawa Chizuru)
Seiyuu: Rie Tanaka
A cozinheira da Tenda Limão, e irmã mais velha de Eiko. É uma jovem de cabelos azuis e que fica com a maior parte do tempo com os olhos fechados. Apesar de ser bem mais quieta e com personalidade, aparentemente, mais doce que a de Eiko, ela é na verdade Yagire, e quando irritada mostra habilidades super-humanas, a ponto de conseguir derrotar Ika. Sua aura negra, e sua expressão ao abrir os olhos amedronta todos que têm a chance de vê-los.
Takeru Aizawa (相沢 たける, Aizawa Takeru)
Seiyuu: Miki Ootani
Takeru é o irmão mais novo de Eiko e Chizuru, está no ensino fundamental e constantemente chama Ika para brincar. Ika o despreza e não o leva a sério, mas sempre aceita e brinca, e até mesmo conversa com ele sobre diversos assuntos. Ele chama Ika por "Ika-neechan" (Nee-chan é um sufixo usado para garotas/mulheres mais velhas. Eiko e Chizuru a chaman apenas de Ika-chan ou Ika)
Sanae Nagatsuki (長月 早苗, Nagatsuki Sanae)
Seiyuu: Kanae Itou
Sanae é amiga e de Eiko e mora na mesma vizinhança dos Aizawa. Ela desenvolve um amor por Ika, que se transforma numa obsessão. Sua falta de controle ao ver Ika a faz tentar agarrá-la, obrigando Ika a se defender e eventualmente agredir Sanae, porém as agressões passam a agradar Sanae, que desenvolve um sentimento masoquista.
Gorō Arashiyama (嵐山 悟郎, Arashiyama Gorou)
Seiyuu: Yuichi Nakamura
Gorou é um guarda-vidas da praia na qual Ika aparece. Ele é amigo de infância de Eiko e é apaixonado por Chizuru. Ele é dedicado ao serviço e habilidoso em esportes na praia. Ele trata Ika como uma garota normal e às vezes é coagido a participar de suas brincadeira e planos de dominação.
Nagisa Saitō (斉藤 渚, Saitou Nagisa)
Seiyuu: Azusa Kataoka
Nagisa é uma surfista que passa a trabalhar na Tenda Limão em um certo momento da obra. Ela é a única que realmente tem medo de Ika. Fazendo Ika ter um sentimento de paixão por ela, uma vez que ela e a única que a reconhece como uma invasora perigosa. Porém essa paixão é justamente pelo medo e pelo reconhecimento, o que faz Ika constantemente provocá-la e amedrontá-la. Nagisa acha que todos em volta de Ika estão sendo vítimas da imagem infantil de Ika, que para ela é um disfarce.